# Georges Durand d'Elecourt
Pour les articles homonymes, voir Georges Durand (homonymie) et Durand.
 (juin 2025).
Georges Louis Joseph Durand d'Elecourt est un homme politique français né le 10 novembre 1781 à Douai (Nord) et décédé le 26 mars 1859 dans la même ville.
Avocat à Douai, il est député du  7e collège électoral du Nord (Douai) de 1822 à 1830, siégeant dans la majorité soutenant les gouvernements de la Restauration. Il est conseiller à la cour d'appel de Douai. Il refuse de prêter serment à la Monarchie de Juillet et quitte la vie politique.

## Sources
« Georges Durand d'Elecourt », dans Adolphe Robert et Gaston Cougny, Dictionnaire des parlementaires français, Edgar Bourloton, 1889-1891 [détail de l’édition]